# 増田明道
増田 明道（1836年（天保7年7月） - 1881年2月17日）は、幕末期の佐賀藩士にして戊辰戦争時には海軍参謀を務め、その後兵部省を経て大日本帝国海軍中佐となった人物。名は通称の左馬進、左馬之進、虎之助、乕之助としても知られる。

## 経歴
1855年（安政2年7月）、佐賀藩により長崎海軍伝習所へ派遣された。翌年に帰藩するものの1857年（安政4年1月）には再び長崎へ派遣された。1858年の記録では、砲術を主とし、数学を学んでいることが記されている。
その後も1860年には電流丸に乗組、1861年には長崎へ派遣され、1867年には大阪へ向かう甲子丸の乗組員となっている記録が残されている。
戊辰戦争時の1868年3月5日（慶応4年2月12日）に海軍総督聖護院宮嘉言親王を補佐する海軍参謀として、選任を命じられた鍋島直大より指名されている。軍務局へ出仕後の9月には軍艦御用掛として咸臨丸、蟠竜丸追撃のため3日には下田港、14日には清水港へ派遣されている。その後参謀試補、判事試補、権判事を経て、1869年4月6日（明治2年2月25日）に海軍参謀として箱館へ向かう艦隊を率いることとなった。
1869年4月20日（明治2年3月9日）品川を出港、29日（18日）宮古湾に到達した艦隊は5月6日（3月25日）に旧幕府艦隊と交戦した（宮古湾海戦）。戦闘後艦隊は北上、翌日青森に到着した。5月16日（4月4日）の山田顕義の海軍参謀兼任により青森に留まることになり、5月22日（4月10日）には曾我祐準が新たに海軍参謀として加わることになった。5月30日（4月18日）、旧箱館府と弘前藩の部隊を率い松前へ移動した。6月9日（4月28日）から翌日にかけて甲鉄艦参謀として矢不来攻略を支援した。
6月23日（明治2年5月14日）榎本武揚が『海律全書』を「アドミラル」に贈り、6月25日（5月16日）海軍参謀が返礼を行うが、この「アドミラル」が増田と推定される場合がある。6月26日（5月17日）、榎本等の降伏の申出を受けて亀田にて面会した。6月30日（5月21日）、戦勝の知らせを携えて帰京。同年10月28日（明治2年9月24日）、箱館戦争の戦功賞典として永世禄200石を与えられた。
戦争終結後は兵部省（軍務局より改称）にて従六位、少丞から正六位、権大丞まで昇進した後、御用滞在となった。1871年12月13日（明治4年11月2日）神祇省へ七等出仕、1872年4月21日（明治5年3月14日）神祇省廃止により御用滞在。
1872年12月14日（明治5年11月14日）海軍少佐として任官、翌1873年2月23日に中佐に昇進した。
1875年2月10日をもって免官、位記返還となった。1881年2月17日没。

## 親族
- 子 増田熊六 - 陸軍大佐、実業家
- 孫 藤山楢一 - 外交官、駐英大使
- 孫 増田良道 - 冶金学者
- 曽孫 加藤周一 - 小説家

## 注
1. ↑  復古記の記載にあるように、当時の参謀は指揮官の呼称である。
2. ↑  このころ、海軍参謀が自身のみであることから増員を求めている[20]。
3. ↑  曾我は自伝で黒田清隆としているが、陸軍参謀のため矛盾する[25]。宮永孝は増田と推定している[26]。
4. ↑  権大丞昇進は、一度辞退しているが認められなかった[1][30]。1871年7月16日（明治4年5月29日）免官し御用滞在となっているが[1][31]、地位としては御用滞在中の9月23日の時点でも権大丞であった[32]。